# Deana Carter
Deana Kay Carter (Nashville, 4 gennaio 1966) è una cantautrice statunitense.
Il suo album d'esordio Did I Shave My Legs for This? (1996) è stato certificato cinque volte disco di platino dalla RIAA.

## Discografia

### Album in studio
- 1996 – Did I Shave My Legs for This?
- 1998 – Everything's Gonna Be Alright
- 2001 – Father Christmas
- 2003 – I'm Just a Girl
- 2005 – The Story of My Life
- 2007 – The Chain
- 2013 – Southern Way of Life

### Album dal vivo
- 2007 – Live in Concert

### Raccolte
- 2002 – The Deana Carter Collection
- 2013 – Icon

## Premi
- Country Music Association Awards
  - 1997 - "Singolo dell'anno" (Strawberry Wine)
  - 1997 - "Canzone dell'anno" (Strawberry Wine)